# Джузеппе Верді
Джузе́ппе-Фортуні́но-Франче́ско Ве́рді (італ. Giuseppe Fortunino Francesco Verdi; 10 жовтня 1813, Ронколе — 27 січня 1901, Мілан) — італійський композитор, диригент.
Творча спадщина композитора дуже велика: 26 опер, квартет, реквієм і низка дрібних опусів. Найвидатніші опери Верді — «Бал-маскарад», «Ріголетто», «Травіата», «Трубадур», «Аїда», «Отелло», «Фальстаф». Його опери вважаються одними з найвидатніших всіх часів і досі не сходять зі сцен оперних театрів усього світу.

## Біографія

### Дитинство

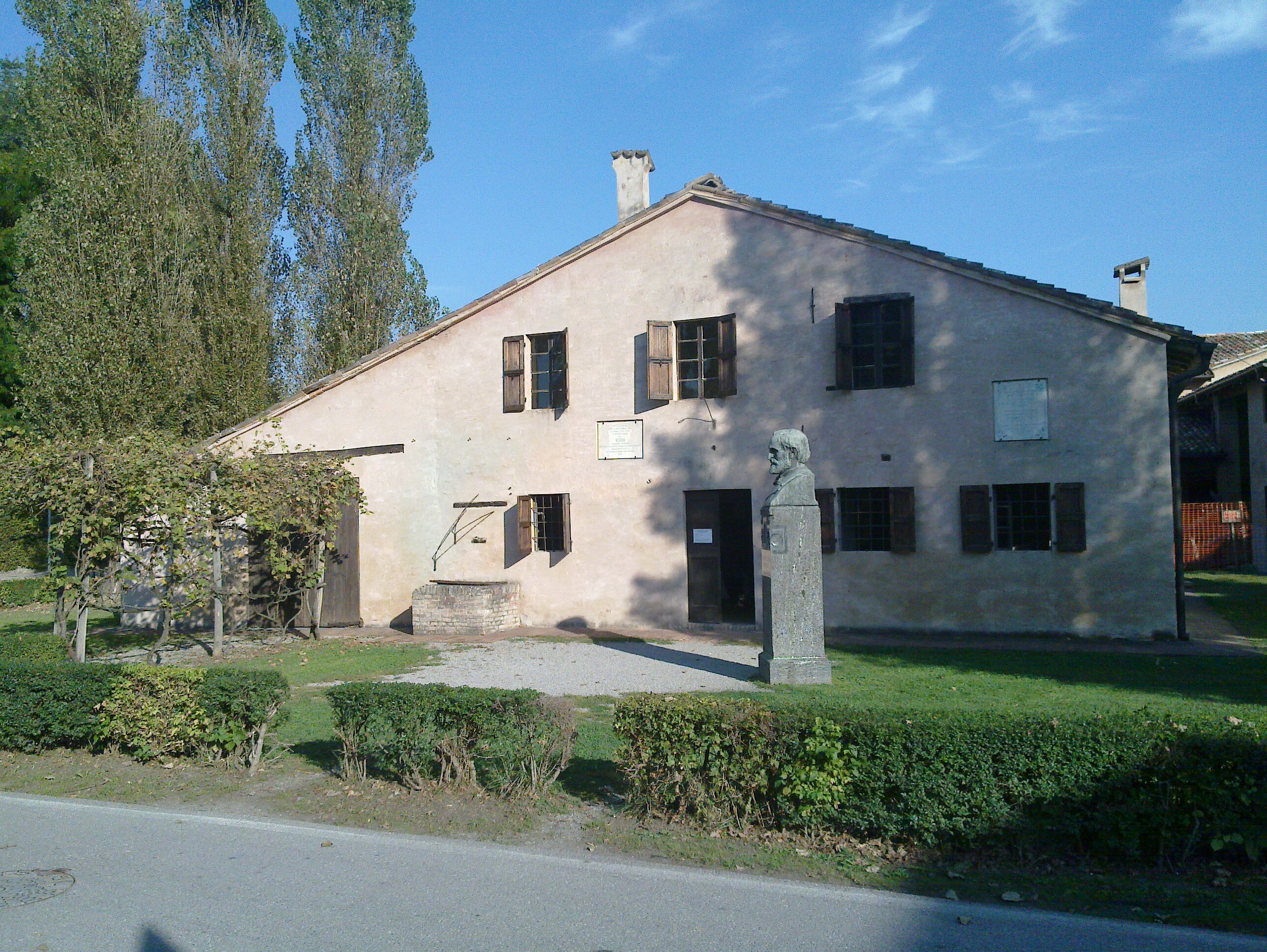
Будинок сім'ї Верді в Ле Ронколе

Народився Верді в сім'ї Карло Джузеппе Верді (1784—1867 роки) і Луїджі Уттіні у Ле Ронколе, селі поблизу Буссето в департаменті Таро, яка в той момент була частиною Першої Французької імперії після приєднання князівств Парма і П'яченца. Так сталося, що Верді офіційно народився у Франції. Батько композитора, Карло Верді, містив сільський трактир, а мати, Луїджі Уттіні, була ткалею. Верді мав молодшу сестру, Джузеппу, яка померла у віці 17 років в 1833 році.
Сім'я жила бідно, і дитинство Джузеппе було тяжким. У сільській церкві він допомагав служити месу. Музичної грамоти і грі на органі навчався у П'єтро Байстроккі. Помітивши тягу сина до музики, батьки подарували Джузеппе спінет. Цей вельми недосконалий інструмент композитор зберіг до кінця свого життя.
На музично обдарованого хлопчика звернув увагу Антоніо Барецці — багатий торговець з сусіднього міста Буссето. Він вірив, що Верді стане не шинкарем і не сільським органістом, а великим композитором. За порадою Барецці в 1823 році десятирічного Джузеппе Верді, що одержав початкові знання від сільського священника, відправили в школу у Буссето. Так почалася нова, ще більш важка смуга життя — хлоп'ячі роки і роки юності. У недільні дні Джузеппе вирушав в Ле Ронколе, де грав на органі під час меси. У Верді з'явився і вчитель композиції — Фернандо Провіз, директор «Філармонічного товариства» Буссето. Провіз займався не тільки контрапунктом, він зародив у Верді зацікавлення до серйозної літератури. Джузеппе зацікавили Шекспір, Данте, Гете, Шиллер. Серед найулюбленіших його творів — роман «Заручини» італійського письменника Алессандро Мандзоні.

### Початок композиторської діяльності
У 1832 році Верді не прийняли в Міланську консерваторію, оскільки він був старший від очікуваного віку. Він почав займатися приватно з В. Лавін'є, який дав йому основи композиторської техніки. Практику оркестрування й оперного письма Верді опановував відвідуючи міланські оперні театри. Філармонічне товариство замовило йому оперу «Оберто, граф ді Сан-Боніфачо» (італ. Oberto, conte di san Bonifacio), яка, однак, не була тоді поставлена.
Верді повернувся до Буссето, розраховуючи зайняти посаду церковного органіста, але через внутрішні церковні інтриги одержав відмову. Місцеве музичне товариство призначило йому трирічну стипендію (300 лір); у цей час він написав ряд маршів й увертюру (sinfonie) для міського духового оркестру, а також писав церковну музику.
У 1836 році Верді одружився з дочкою свого благодійника Маргаритою Барецці. Він знову вирушив до Мілану, де 17 листопада 1839 року опера «Оберто» була виконана у театрі «Ла Скала» з успіхом достатнім, щоб забезпечити нове замовлення, цього разу комічної опери.

### Розквіт творчості
У 1840 році композитор пережив особисту трагедію — за короткий час померли його двоє дітей і дружина. Написана у цих обставинах комічна опера «Король на день» (італ. Un giorno di regno) провалилася, немилосердно обсвистана публікою. Верді, вражений провалом опери, заприсягся, що не буде більше писати опер і попросив директора розірвати укладений з ним контракт. Але директор Мереллі вірив у талант композитора і, давши йому отямитися, вручив лібрето Набукко за мотивами біблійної історії про царя Навуходоносора. При читанні увагу Верді заполонив хор євреїв у вавилонському полоні, і його уява ожила. Успішна прем'єра «Набукко» (1842) відновила репутацію композитора.
Після «Набукко» були «Ломбардці» (італ. І Lombardi, 1843 рік), опера, що теж давала вихід пригнобленим патріотичним почуттям, а потім «Ернані» (італ. Ernani, 1844) за романтичною драмою Віктора Гюго — здобуток, завдяки якому популярність Верді поширилася за межі Італії. У наступні роки композитор, за його власними словами, працював як каторжник. Опера писалася за оперою — «Двоє Фоскарів» (італ. І due Foscari, 1844), «Жанна д'Арк» (італ. Giovanna d'Arco, 1845), «Альзіра» (італ. Alzira, 1845), «Аттіла» (італ. Attila, 1846), «Розбійники» (італ. І masnadieri, 1847), «Корсар» (італ. Il corsaro, 1848), «Битва під Леньяно» (італ. La battaglia di Legnano, 1849), «Стіффеліо» (італ. Stiffelio, 1850). У цих творах поверхова, а іноді й легковажна реміснича музика додається до слабкого лібрето. Серед опер цього періоду вирізняються «Макбет» (італ. Macbeth, 1847) — перший плід захопленого шанування композитором Шекспіра, а також «Луїза Міллер» (італ. Luisa Miller, 1849) — видатний твір камерного стилю.

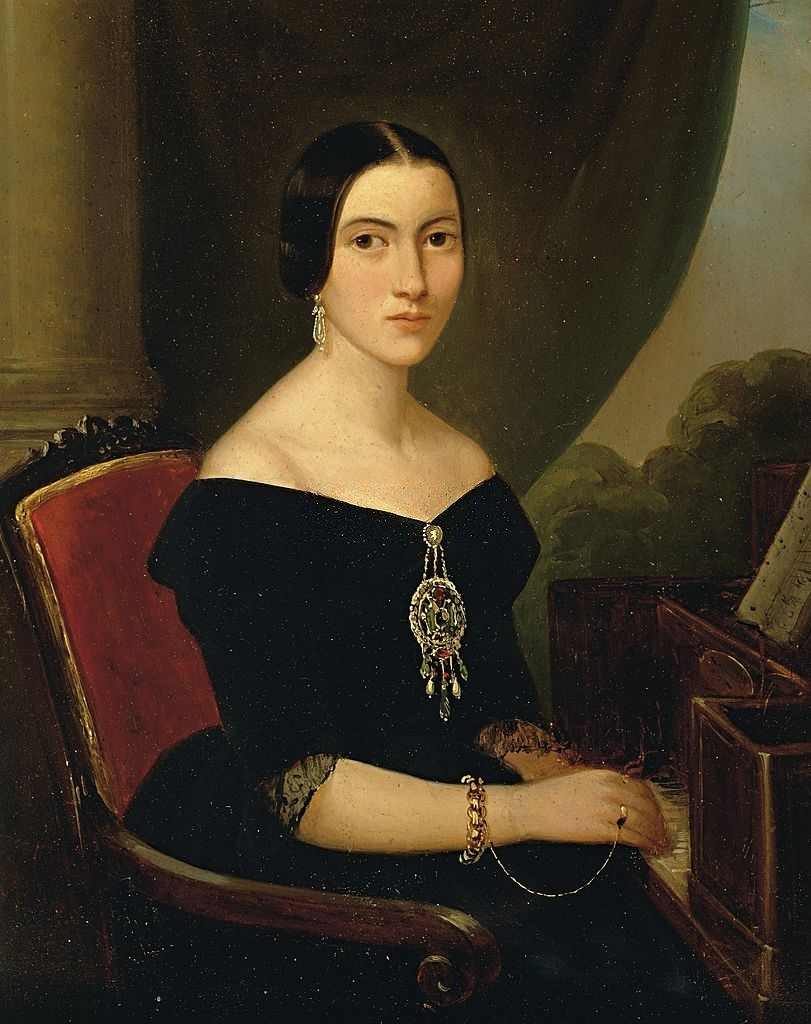
Джузеппіна Стреппоні

У 1848 році Верді продав свою нерухомість в Ле Ронколя, і за ці гроші купив велику маєтність в Санто-Агата, недалеко від Буссето. З 1847 по 1849 рік Верді перебував в основному в Парижі, де зробив нову, французьку редакцію Ломбардців, названу Єрусалим (італ. Jerusalem). Тут композитор зустрівся із Джузеппіною Стреппоні, співачкою, що брала участь у міланських постановках Набукко й Ломбардців і вже тоді зблизилася з Верді. Врешті решт, через десять років вони одружилися.
На період 1851–1853 років припадають три зрілі шедеври Верді — Ріголетто (італ. Rigoletto, 1851 рік), Трубадур (італ. Il trovatore, 1853) і Травіата (італ. La traviata, 1853). У кожному з них відбита особлива сторона хисту композитора. Ріголетто за п'єсою В.Гюго «Король забавляється» демонструє, крім уміння створювати живі, захопливі мелодії, нову для композитора оперну форму — більш зв'язну, з меншими контрастами між речитативом, що досягає характеру співучого аріозо, і арією, яка відхиляється від встановлених схем. Розвитку дії сприяють написані у вільній формі дуети й інші ансамблі, зокрема знаменитий квартет в останньому акті — видатний зразок уміння Верді відбити в ансамблевій формі конфлікт характерів і почуттів своїх персонажів.
Трубадур, заснований на іспанській романтичній мелодрамі, містить прекрасні зразки сильної, героїчної музики, у той час як Травіата за «сімейною драмою» Дюма-сина «Дама з камеліями» зачаровує пафосом почуттів.
Успіх цих трьох опер розкрив перед Верді нові можливості. У 1855 році йому замовили твір для Паризької опери в характерному меєрберівському стилі — Сицилійська вечірня (фр. Les vêpres siciliennes). Для того ж театру він зробив нову редакцію Макбета (1865 рік), а також створив Дона Карлоса (1867); для петербурзького Маріїнського театру написав Силу долі (італ. La forza del destino, 1862). Паралельно зі здійсненням цих грандіозних проектів Верді працював над скромнішими операми в італійській манері — Симоном Бокканегрою (італ. Simon Boccanegra, 1857) і Балом-маскарадом (італ. Un ballo in maschera, 1859). Всі ці здобутки — це романтичні мелодрами, основані на більш-менш правдивих історичних подіях. Хоча жодна з перерахованих опер не вирізняється досконалістю із драматургічної точки зору (цьому перешкоджає схильність Верді перескакувати без достатніх підстав від однієї ефектної сюжетної ситуації до іншої), всі вони демонструють зріст майстерності музичної характеристики й оркестрової драматургії (особливо це помітно в Симоні Бокканегрі й Доні Карлосі).

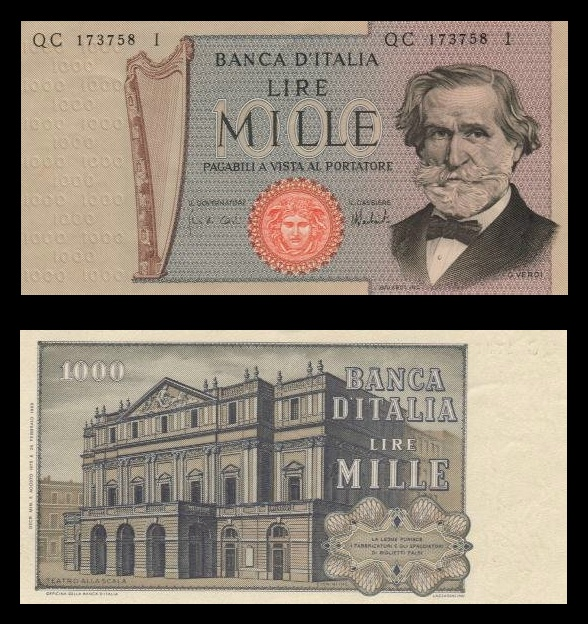
Дж. Верді зображений на банкноті номіналом 1000 лір

Після створення популярної трилогії Верді став шукати нового в Парижі. Проте його стосунки з французьким глядачами складалися не легко, і опери в Парижі справили менший вплив, ніж в Італії. Це були роки важкої роботи: Верді, можливо, нарешті писав не поспішаючи, втім музичний світ змінювався повільно, навіть в Італії. Цей період завершився експериментом у 1871 — Аїдою, оперою, дії якої розгорталися в стародавньому Єгипті.
Верді явно мав потребу в літературному партнері й він знайшов його в особі А. Гісланцоні, у співробітництві з яким народилося лібрето Аїди (італ. Aida, 1871 рік) — шедевра в стилі французької «великої опери», замовленої композиторові єгипетським урядом для виконання на відкритті Суецького каналу. У наступні дванадцять років Верді працював дуже мало, повільно редагуючи деякі свої ранні речі.
У 1874 році Джузеппе Верді написав Реквієм, поштовхом до написання цього твору стала смерть поета Алессандро Мандзоні, творчістю якого композитор захоплювався. Вперше Реквієм був виконаний у кафедральному соборі Мілана і згодом здобув світову популярність, щоправда католицькою церквою цей твір був визнаний «дуже театральним», і тому довго не допускався до виконання у церкві.

### Пізні роки
Ще пліднішою виявилася спільна робота Верді в його пізні роки з Арріґо Бойто (1842—1918 роки), автором опери «Мефістофель» і видатним поетом. Спочатку Бойто переробив незадовільне лібрето Симона Бокканеґрі (1881 рік). Потім він перетворив Шекспірову трагедію Отелло (Othello) у лібрето; цей шедевр Верді був поставлений в «Ла Скала» в 1887, коли композиторові було вже 74 роки. Музика цієї опери «безупинна», вона не містить традиційного для італійської опери поділу на арії та речитативи. Деякі сучасники Верді вважали, що на формування його пізнього стилю справив вплив Вагнер. Але насправді Верді прийшов до нього сам. Він майже не був знайомий з творчістю Вагнера.
Після Отелло в 1893 році Верді створив Фальстафа (Falstaff): у 80 років Верді написав музичну комедію, що винагородила його за провал його першої музичної комедії «Король на годину». Отелло й Фальстаф увінчали прагнення Верді до створення дійсної музичної драми.
Коли його уразив параліч внаслідок інсульту, він все ще міг внутрішнім слухом читати партитури опер «Богема» і «Тоска» Пуччіні, «Паяци» Леонкавалло, «Пікова дама» Чайковського, але те, що він думав про опери, написані його безпосередніми і гідними спадкоємцями, залишилося невідомим.
Помер Верді в Мілані рано вранці 27 січня 1901 року.

## Стиль
Попередники Верді, що вплинули на його творчість — Россіні, Белліні, Меєрбер і, найважливіший — Гаетано Доніцетті. За можливим винятком «Отелло», Ріхард Вагнер на Верді не мав впливу. Поважаючи Шарля Гуно, якого сучасники вважали найвидатнішим композитором епохи, Верді, проте, не запозичив нічого у великого француза. Деякі пасажі в «Аїді» вказують на знайомство композитора з творами Михайла Глінки, якого Ференц Ліст популяризував у Західній Європі, повернувшись із турне Росією.
Протягом всієї кар'єри Верді відмовлявся використати високе до в тенорових партіях, посилаючись на те, що можливість проспівати саме цю ноту перед повним залом відволікає виконавців до, після, і під час виконання ноти.
Попри те, що часом оркестрування у Верді майстерне, композитор покладався в основному на свій мелодійний дар для вираження емоцій героїв і дії. Справді, дуже часто в операх Верді, особливо під час сольних вокальних номерів, гармонія навмисно аскетична, і весь оркестр звучить, як один акомпаніаторський інструмент — наприклад гітара. Деякі критики стверджують, що Верді приділяв технічному аспекту партитури недостатньо уваги, оскільки йому бракувало школи й витонченості. Сам Верді сказав якось: «Із всіх композиторів я найбільший невіглас». Але поспішив додати: «Я це серйозно говорю, але під „знаннями“ я маю на увазі зовсім не знання музики» (джерело?).
Проте, було б несправедливим стверджувати, що Верді недооцінював виразну силу оркестру й не вмів використати її до кінця, коли йому це було потрібно. Більше того, оркестрове й контрапунктне новаторство (наприклад, струнні, що злітають по хроматичній гамі в сцені Монтероне, в «Ріголетто», щоб підкреслити драматичність ситуації, або, теж в «Ріголетто» — хор, що співає на «ммм..» за лаштунками, досить ефектно передаючи наближення буревію) — характерно для творчості Верді — характерно настільки, що інші композитори не наважилися запозичити в нього деякі сміливі прийоми через їх миттєву впізнаваність.
Верді був першим композитором, який спеціально займався пошуком сюжету для лібрето, що найкраще відповідав особливостям його композиторського дару. Працюючи в тісному співробітництві з лібретистами і знаючи, що саме драматична експресія є головною силою його таланту, він домагався виключити з сюжету «непотрібні» деталі й «зайвих» героїв, залишаючи лише персонажів, у яких клекочуть пристрасті, і сцени, багаті на драматизм.

## Твори

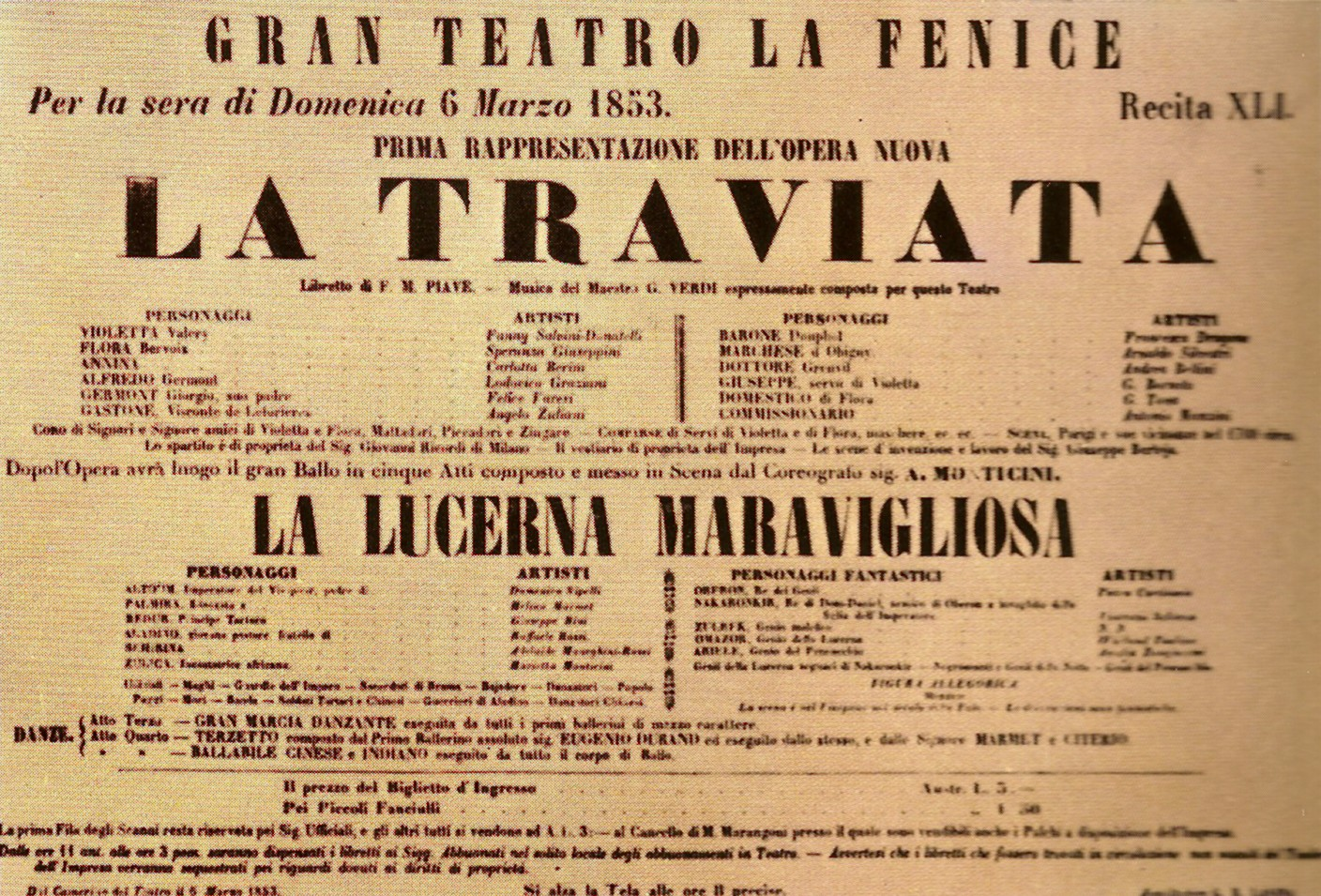
Афіша прем'єри «Травіати» в Teatro la Fenice, 1853 рік

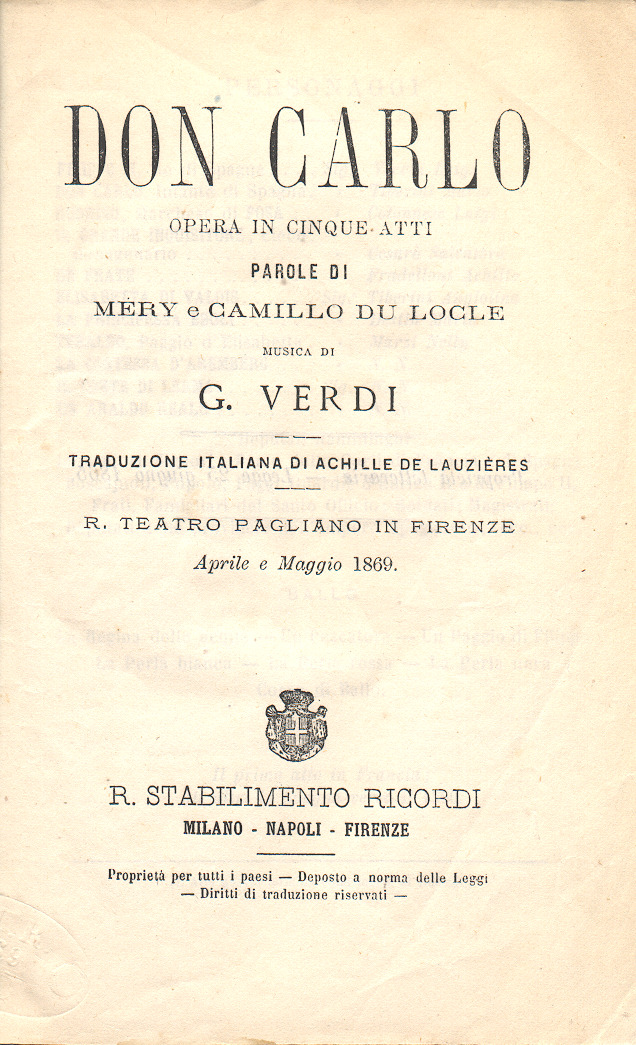
Обкладинка видання опери «Дон Карлос», 1869 рік

### Опери
- Оберто, граф ді Сан-Боніфачо (Oberto, conte di San Bonifacio) — Ла Скала, Мілан, 1839
- Король на день або Удаваний Станіслав (Un giorno di regno, ossia Il finto Stanislao)— Ла Скала, Мілан, 1840
- Навуходоносор (Набукко) (Nabucco)— Ла Скала, Мілан, 1842
- Ломбардці у другому хрестовому поході ( I lombardi alla prima crociata) — Ла Скала, Мілан, 1843
  - друга редакція французькою мовою Єрусалим (Jérusalem) —  Королівська академія музики, Париж, 1847
- Ернані — (Ernani) Театр Ла Феніче, Венеція 1844
- Двоє Фоскарі - (I due Foscari) — Театр Арджентіна Рим, 1844
- Жанна д'Арк  (Giovanna d'Arco) — Ла Скала, Мілан, 1845
- Альзіра (Alzira) — Театр Сан Карло, Неаполь, 1845
- Аттіла (Attila)  — Театр Ла Феніче, Венеція, 1846
- Макбет (Macbeth)  — Театро делла Перґола[en], Флоренція, 1847
  - перероблена версія -  Театр Лірик[en], Париж, 1865
- Розбійники (I masnadieri) — Театр її величності, Лондон, 1847
- Корсар (Il corsaro) — Театр Гранде, Трієст 1848
- Битва при Леньяно  (La battaglia di Legnano) — Театр Арджентіна, Рим, 1849
- Луїза Міллер (Luisa Miller)— Театр Сан Карло, Неаполь, 1849
- Стіффеліо (Stiffelio) — Театр Гранде, Трієст, 1850
  - друга редакція — Арольдо  (Aroldo) — Театр Нуово, Ріміні, 1857
- Ріголетто (Rigoletto) — Театр Ла Феніче, Венеція,1851
- Трубадур  (Il trovatore) — Театр Аполло, Рим, 1853
  - французька редакція Le trouvère — Театр Ла Монне, Брюссель, 1856
- Травіата (La traviata)  —Театр Ла Феніче, 1853
- Сицилійська вечірня (Les vêpres siciliennes) — Королівська академія музики, Париж, 1855
- Симон Бокканегра (Simone Boccanegra) — Театр Ла Феніче, Венеція, 1857
  - друга редакція - Ла Скала, Мілан, 1881
- Бал-маскарад (Un ballo in maschera) — Театр Аполло, Рим, 1859
- Сила долі  (La forza del destino) — Маріїнський  театр, Санкт Петербург, 1862,
  - друга редакція — 1869, Ла Скала, Мілан
- Дон Карлос (Don Carlos) — Королівська академія музики Париж, 1867
  - друга редакція — Don Carlo — Театр Сан Карло, Неаполь, 1872
  - третя редакція — Don Carlo — Ла Скала, Мілан, 1884
  - четверта редакція — Don Carlo — Театр Мунічіпале, Модена, 1886
- Аїда (Aida) — Хедивова опера, Каїр, 1871
- Отелло (Otello)  — Ла Скала, Мілан, 1887
- Фальстаф (Falstaff) — Ла Скала, Мілан, 1893

### для хору
- «Звучи, труба» («Suona la tromba») на слова гімну Г. Мамелі, для чоловічого хору й оркестру. Твір 1848 р.

- «Гімн націй» («Inno delle nazioni»), кантата для високого голосу, хору й оркестру, на слова А. Бойто. Твір для Лондонської всесвітньої виставки. Перше виконання 24 травня 1862 р.

### духовна музика
- «Реквієм» («Messa da Requiem»), для чотирьох солістів, хору й оркестру. Перше виконання 22 травня 1874 р. у Мілані, у церкві Сан Марко.

- «Pater Noster» (текст Данте), для пятиголосого хору. Перше виконання 18 квітня 1880 р. у Мілані.

- «Ave Maria» (текст Данте), для сопрано й струнного оркестру. Перше виконання 18 квітня 1880 р. у Мілані.

- «Чотири духовні п'єси» («Quattro pezzi sacri»):

1. «Ave Maria», для чотирьох голосів (близько 1889);
2. «Stabat Mater», для чотириголосого змішаного хору з оркестром (близько 1897);
3. «Le laudi alla vergine Maria» (текст із «Раю» Данте), для чотириголосого жіночого хору без супроводу (кінець 80-х років);
4. «Te Deum», для подвійного чотириголосого хору й оркестру (1895—1897). Перше виконання 7 квітня 1898 р. у Парижі.

### Камерна, інструментальна і вокальна музика
- Струнний квартет e-moll. Перше виконання 1 квітня 1873 р. у Неаполі.
- Шість романсів для голосу з фортепіано на слова Дж. Віттореллі, Т. Б'янкі, К. Анджоліні й Гете. Створено у 1838 р.
- «Вигнанець» («L'Esule»), балада для баса з фортепіано на слова Т.Солера. Створено у 1839 р.
- «Зваба» («La Seduzione»), балада для баса з фортепіано на слова Л. Балестра. Створено у 1839 р.
- «Ноктюрн» («Notturno»), для сопрано, тенора й баса із супроводом флейти obligate. Створено у 1839 р.
- Альбом — шість романсів для голосу з фортепіано на слова А. Маффеї, М. Маджоні й Ф. Романі. Створено у 1845 р.
- «Жебрак» («Il Poveretto»), романс для голосу з фортепіано Створено у 1847 р.
- «Покинута» («L'Abbandonata»), для сопрано з фортепіано Створено у 1849 р.
- «Квіточка» («Fiorellin»), романс на слова Ф. Піаве. Створено у 1850 р.
- «Молитва поета» («La preghiera del poeta»), на слова Н. Соле. Створено у 1858 р.
- «Сторнель» («Il Stornello»), для голосу з фортепіано. Створено у 1869 р. для альбому на користь Ф. М. Піаве.

## Композитор-політик
Свого часу Верді писав опери більш-менш «звичайні». Пізніше, однак, створив майстерно три роботи, яким він завдячує своєю світовою популярністю: Ріголетто (1851 рік), Трубадур, і Травіата (1853). Тепер він був на піку своєї творчості. Протягом двадцяти років (1851—1871) він написав опери, одна краща за іншу, які до сьогодні виконують у всьому світі.
Багато італійських патріотів, до яких також належав Верді перебували в русі Рісорджименто, який спрямований був на відродження Італії як нації єдиної культурно і політично. Нові ідеали сповідував і Верді. У 1859 році він був членом нового парламенту Парми і Модени, в 1861 — першим членом італійського парламенту. Однак в парламенті він хоч і був, проте дуже мало : «Членів 450, але насправді є лише 449, оскільки Верді як члена не існує» — пише в Піавуго, один з його біографів. Після двох років політичного життя Верді мудро повернувся до своєї музики. Опера Верді розбурхувала патріотичні почуття у людей. Після прем'єри опери Бал-маскарад у 1859 році, його ім'я стало синонімом вільної Італії.

### Вокальна музика Дж. Верді в перекладах українською
- У перекладі Старицької-Черняхівської — «Аїда»[8], «Ріголетто» (не видана).
- У перекладі М. Рильського — «Травіата»[9]
- У перекладі Л.Артем'єва — «Травіата»[10]
- У перекладі Юрія Отрошенка[11] —

Романс Радамеса з опери «Аїда»;
балада Герцога та пісенька Герцога з опери «Ріголетто»,
«Застільна» та Арія Жермона з опери «Травіата»
- перекладач невідомий — «Ріголетто»[12]

## Музичні приклади
- «La donna è mobile», з опери «Ріголетто»ⓘ
- Арія Еболі з опери «Дон Карлос»ⓘ
- див. також